# Baldomer Gili Roig
Baldomer Gili Roig, noto anche come Baldomer Gili i Roig o Baldomero Gili y Roig (Lleida, 19 ottobre 1873 – Barcellona, 31 dicembre 1926), è stato un pittore, disegnatore e fotografo spagnolo.

## Biografia
Nato in Catalogna da padre insegnante, nel 1882 la sua famiglia si trasferì a Irun dove cominciò a prendere lezione d'arte da José Salís Camino, un seguace di Camille Corot. Ritornato di nuovo a Barcellona e poi a Madrid negli anni '90, si fece influenzare dai "sorollisti". Tenne la sua prima esibizione nel 1899.

### Il periodo in Italia (1901 - 1905):Abisso("Abisme")

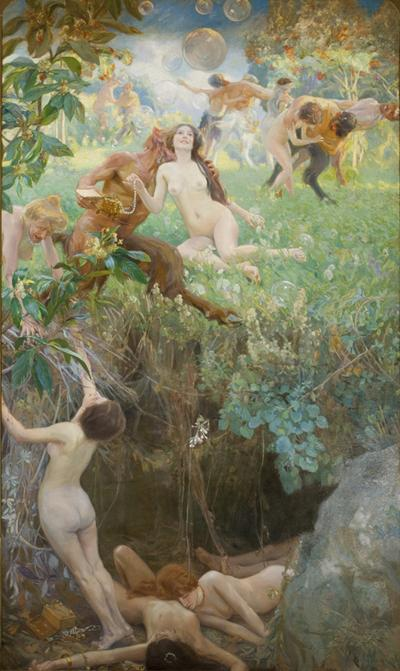
Abisme (1906).

Grazie ai suoi primi riconoscimenti locali, per mezzo di un amico ottenne un piccolo stipendio per poter studiare in Italia.
Giunto nella penisola nel 1901, si stabilì inizialmente in un monastero di cappuccini a Frascati, quindi a Villa Strohl Fern dentro Villa Borghese a Roma, spedendo ogni tanto dei dipinti in Spagna per dimostrare che il denaro ricevuto dal governo locale stessero dando i suoi frutti.
Durante questo periodo dipinse forse il suo quadro più famoso, Abisme (in italiano: "abisso"), facendo uso esteso anche della sua passione fotografica per la preparazione dello stesso e distinguendosi per un simbolismo rilevante.

### Ritorno in Spagna
Ritornato a Barcellona nel 1905, continuò in seguito a dipingere e a fotografare, lavorando anche per L'Esquella de la Torratxa (rivista settimanale satirica catalana) e a ricevere numerosi premi e citazioni.